# Atlanta Thrashers
Atlanta Thrashers je hokejaški klub iz Atlante u američkoj saveznoj državi Georgiji.
Nastupa u NHL ligi od 1990./2000. godine, kada su smješteni u Jugoistočnoj diviziji (Southeast Division).
U ljeto 2011. godine franšizma je prodana Jetsima iz Winnipega
Domaće sklizalište: 
- Philips Arena

Klupske boje: mornaričko plava, plava, bakrena, brončana i zlatna

### Momčad u sezoni 2010./11.
Stanje: veljača 2011.
| Vratar           | Vratar    | Vratar               | Vratar               | Vratar              | Vratar                                | Vratar       | Vratar                       |
| #                |           | Ime                  | Ime                  | Nadnevak rođenja    | Mjesto rođenja                        | U momčadi od | Prethodna momčad             |
| ---------------- | --------- | -------------------- | -------------------- | ------------------- | ------------------------------------- | ------------ | ---------------------------- |
| 31               | Češka     | Ondřej Pavelec       | Ondřej Pavelec       | 31. kolovoza 1987.  | Kladno, Češka                         | 2007.        | Cape Breton Screaming Eagles |
| 50               | Kanada    | Chris Mason          | Chris Mason          | 20. travnja 1976.   | Red Deer, Alberta, Kanada             | 2010.        | St. Louis Blues              |
| Obrambeni igrači |           |                      |                      |                     |                                       |              |                              |
| #                |           | Ime                  | Ime                  | Nadnevak rođenja    | Mjesto rođenja                        | U momčadi od | Prethodna momčad             |
| 4                | SAD       | Zach Bogosian        | Zach Bogosian        | 15. srpnja 1990.    | Massena, New York, SAD                | 2008.        | Peterborough Petes           |
| 5                | SAD       | Mark Stuart          | Mark Stuart          | 27. travnja 1984.   | Rochester, Minnesota, SAD             | 2011.        | Boston Bruins                |
| 6                | SAD       | Ron Hainsey          | Ron Hainsey          | 24. ožujka 1981.    | Bolton, Connecticut, SAD              | 2008.        | Columbus Blue Jackets        |
| 24               | SAD       | Freddy Meyer         | Freddy Meyer         | 4. siječnja 1981.   | Sanbornville, New Hampshire, SAD      | 2010.        | New York Islanders           |
| 29               | Švedska   | Johnny Oduya         | Johnny Oduya         | 1. listopada 1981.  | Stockholm, Švedska                    | 2010.        | New Jersey Devils            |
| 33               | SAD       | Dustin Byfuglien – A | Dustin Byfuglien – A | 27. ožujka 1985.    | Minneapolis, Minnesota, SAD           | 2010.        | Chicago Blackhawks           |
| 39               | Švedska   | Tobias Enström – A   | Tobias Enström – A   | 5. studeni 1984.    | Nordingrå, Švedska                    | 2007.        | MODO Hockey Örnsköldsvik     |
| Napadači         |           |                      |                      |                     |                                       |              |                              |
| #                |           | Ime                  | Poz.                 | Nadnevak rođenja    | Mjesto rođenja                        | U momčadi od | Prethodna momčad             |
| 8                | Rusija    | Aleksandr Burmistrov | C                    | 21. listopada 1991. | Kasan, Rusija                         | 2010.        | Barrie Colts                 |
| 9                | Kanada    | Evander Kane         | LN                   | 2. kolovoza 1991.   | Vancouver, British Columbia, Kanada   | 2009.        | Vancouver Giants             |
| 10               | Kanada    | Bryan Little         | C                    | 12. studeni 1987.   | Edmonton, Alberta, Kanada             | 2007.        | Barrie Colts                 |
| 13               | SAD       | Rob Schremp          | C                    | 1. srpnja 1986.     | Syracuse, New York, SAD               | 2011.        | New York Islanders           |
| 14               | SAD       | Tim Stapleton        | DN                   | 19. srpnja 1982.    | La Grange, Illinois, SAD              | 2010.        | Chicago Wolves               |
| 16               | Kanada    | Andrew Ladd – C      | LN                   | 12. prosinca 1985.  | Maple Ridge, British Columbia, Kanada | 2010.        | Chicago Blackhawks           |
| 20               | Češka     | Radek Dvořák         | DN                   | 9. ožujka 1977.     | Tábor, Češka                          | 2011.        | Florida Panthers             |
| 22               | Kanada    | Anthony Stewart      | DN                   | 5. siječnja 1985.   | LaSalle, Québec, Kanada               | 2010.        | Chicago Wolves               |
| 23               | SAD       | Jim Slater           | C                    | 9. prosinca 1982.   | Petosky, Michigan, SAD                | 2005.        | Michigan State University    |
| 26               | SAD       | Blake Wheeler        | DN                   | 31. kolovoza 1986.  | Plymouth, Minnesota, SAD              | 2011.        | Boston Bruins                |
| 27               | Kanada    | Chris Thorburn       | DN                   | 3. lipnja 1983.     | Sault Ste. Marie, Ontario, Kanada     | 2007.        | Pittsburgh Penguins          |
| 36               | Kanada    | Eric Boulton         | LN                   | 17. kolovoza 1976.  | Halifax, Nova Scotia, Kanada          | 2005.        | Columbia Inferno             |
| 45               | Kanada    | Patrice Cormier      | C                    | 14. lipnja 1990.    | Moncton, New Brunswick, Kanada        | 2010.        | Chicago Wolves               |
| 46               | Kanada    | Spencer Machacek     | DN                   | 14. listopada 1988. | Lethbridge, Alberta, Kanada           | 2009.        | Chicago Wolves               |
| 80               | Kazahstan | Nikolai Antropow     | DN                   | 18. veljače 1980.   | Oskemen, Kazahstan                    | 2009.        | New York Rangers             |

## Poznati igrači i treneri
- Marián Hossa

## Vanjske poveznice
Atlanta Thrashers